# Sady-Kolonia
Sady Kolonia – wieś w Polsce położona w województwie mazowieckim, w powiecie przysuskim, w gminie Klwów. Leży przy drodze wojewódzkiej 727 (DW 727). Wieś ma status sołectwa.
We wsi znajduje siedziba rzymskokatolickiej parafii Najświętszego Serca Pana Jezusa.
| SIMC    | Nazwa       | Rodzaj    |
| ------- | ----------- | --------- |
| 0626797 | Pod Bąkowem | część wsi |

W latach 1975–1998 miejscowość administracyjnie należała do województwa radomskiego.

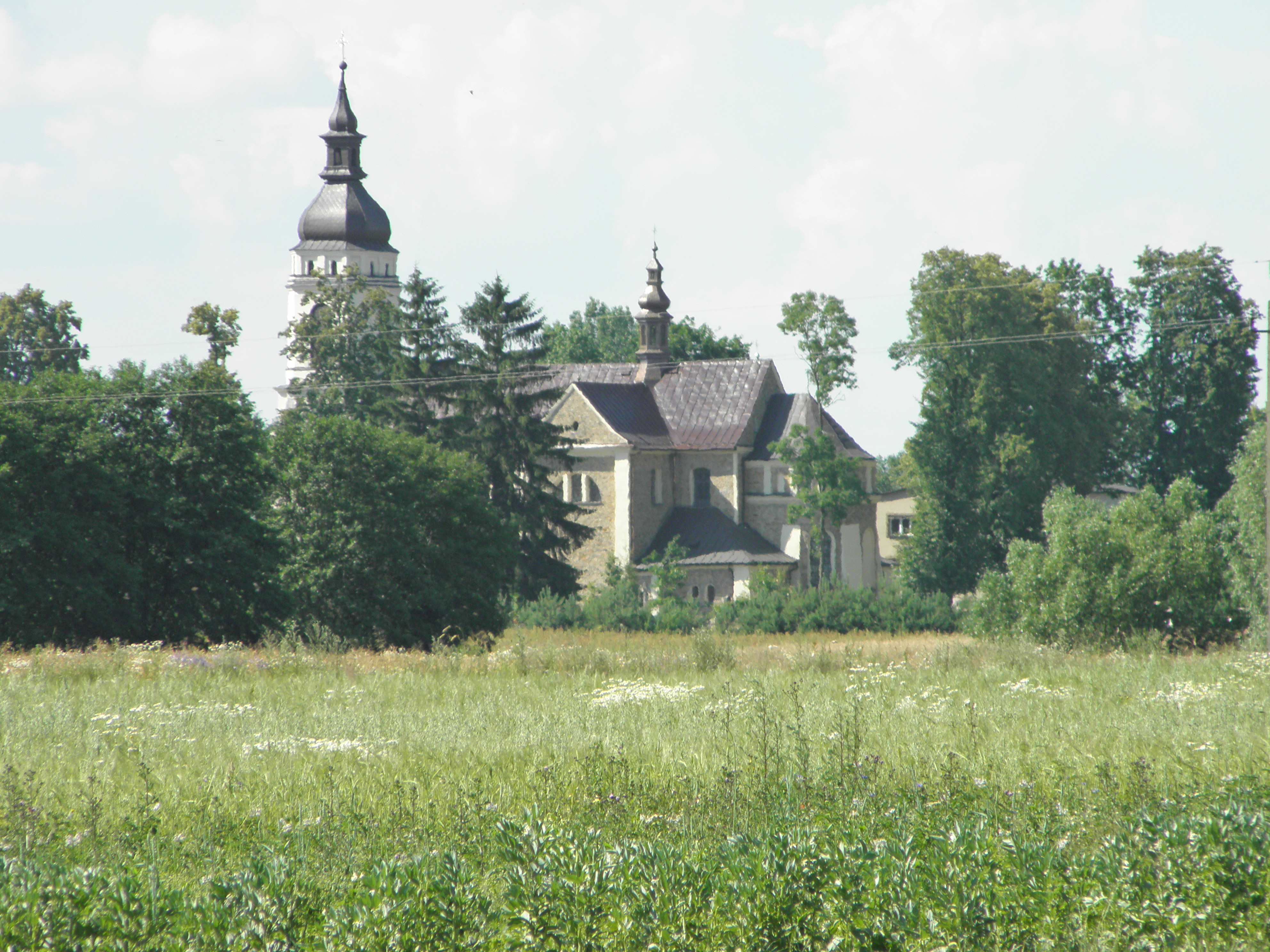
Kościół pw. NSPJ

W 2009 oddano do użytku boisko ze sztuczną murawą. 
14 lipca 2011 wieś doznała dotkliwych zniszczeń, będących następstwem przejścia trąby powietrznej. Znalazła się wśród wielu gmin regionu (Białaczów, Żarnów, Paradyż i część gminy Opoczno) zniszczonych przez kataklizm. 13 sierpnia 2011 wieś odwiedził premier RP Donald Tusk w związku z ogromnymi stratami na miejscowych plantacjach papryki (miesiąc wcześniej spustoszeń we wsi dokonały potężne wichury).